# Avtury

Avtury (ryska: Автуры; tjetjenska: Ойтур, Ojtur) är en ort i distriktet Sjalinskij i Tjetjenien i sydvästra Ryssland. Orten hade 16 701 invånare i början av 2015. Den 12-13 augusti 2004 företog den tjetjenska separatistgerillan en räd mot Avtury.